# Mokali, Arkalgud
Mokali là một làng thuộc tehsil Arkalgud, huyện Hassan, bang Karnataka, Ấn Độ.